# 48e cérémonie des Daytime Emmy Awards
La 48e cérémonie annuelle des Daytime Emmy Awards, organisée par l'Academy of Television Arts and Sciences récompense le meilleur des programmes de journée et a eu lieu le 25 juin 2021 en ligne.

## Palmarès
Note : Les lauréats sont indiqués ci-dessous en premier de chaque catégorie et en gras.

### Programmes

#### Meilleure série télévisée dramatique
- Hôpital central
  - Amour, Gloire et Beauté
  - Des jours et des vies
  - Les Feux de l'amour

#### Meilleur jeu télévisé
- Jeopardy!
  - The Price Is Right
  - Family Feud
  - Let's Make a Deal
  - Wheel of Fortune

#### Meilleur programme matinal
- CBS Sunday Morning
  - Good Morning America
  - Sunday TODAY with Willie Geist
  - Today Show

#### Meilleur débat télévisé d'information
- Red Table Talk
  - The 3rd Hour of TODAY
  - GMA3: What You Need to Know
  - Red Table Talk
  - Tamron Hall

#### Meilleur débat télévisé de divertissement
- The Kelly Clarkson Show
  - The Drew Barrymore Show
  - The Ellen DeGeneres Show
  - Live with Kelly and Ryan
  - Today with Hoda & Jenna

#### Meilleure émission d'informations et de divertissement
- Entertainment Hollywood
  - Access Hollywood
  - E!'s Daily Pop
  - Extra
  - Inside Edition

### Performances

#### Meilleur acteur dans une série télévisée dramatique
- Maurice Bertnard pour le rôle de Sonny Corinthos dans Hôpital central
  - Steve Burton pour le rôle de Jason Morgan dans Hôpital central
  - Thorsten Kaye pour le rôle de Ridge Forrester dans Amour, Gloire et Beauté
  - Wally Kurth pour le rôle de Justin Kiriakis dans Des jours et des vies
  - Dominic Zamprogna pour le rôle de Dante Falconeri dans Hôpital central

#### Meilleure actrice dans une série télévisée dramatique
- Jacqueline MacInnes Wood pour le rôle de Steffy Forrester dans Amour, Gloire et Beauté
  - Melissa Claire Egan pour le rôle de Chelsea Lawson dans Les Feux de l'amour
  - Genie Francis pour le rôle de Laura Collins dans Hôpital central
  - Nancy Lee Grahn pour le rôle d'Alexis Davis dans Hôpital central
  - Finola Hughes pour les rôles d'Anna Devane et Alex Marick dans Hôpital central

#### Meilleur acteur dans un second rôle dans une série télévisée dramatique
- Max Gail pour le rôle de Mike Corbin dans Hôpital central
  - Darin Brooks pour le rôle de Wyatt Spencer dans Amour, Gloire et Beauté
  - Bryton McClure pour le rôle de Devon Hamilton dans Les Feux de l'amour
  - Jeff Kober pour le rôle de Cyrus Renault dans Hôpital central
  - James Patrick Stuart pour le rôle de Valentin Cassadine dans Hôpital central

#### Meilleure actrice dans un second rôle dans une série dramatique
- Marla Adams pour le rôle de Diane Mergeron dans Les Feux de l'amour
  - Tamara Braun pour le rôle d'Ava Vitali dans Des jours et des vies
  - Carolyn Hennesy pour le rôle de Diane Miller dans Hôpital central
  - Briana Nicole Henry pour le rôle de Jordan Ashford dans Hôpital central
  - Courtney Hope pour le rôle de Sally Spectra dans Amour, Gloire et Beauté

#### Meilleur jeune acteur dans une série télévisée dramatique
- Victoria Konefal pour le rôle de Ciara Brady dans Des jours et des vies
  - Tajh Bellow pour le rôle de TJ Ashford dans Hôpital central
  - Alyvia Alyn Lind pour le rôle de Faith Newman dans Les Feux de l'amour
  - Katelyn MacMullen pour le rôle de Willow Tait dans Hôpital central
  - Sydney Mikayla pour le rôle de Trina Robinson dans Hôpital central

#### Meilleur invité dans une série dramatique
- Cady McClain pour le rôle de Jennifer Horton-Devereaux dans Des jours et des vies
  - Kim Delaney pour le rôle de Jackie Templeton dans Hôpital central
  - George DelHoyo pour le rôle d'Orpheus dans Des jours et des vies
  - Briana Lane pour le rôle de Brook Lynn Ashton dans Hôpital central
  - Victoria Platt pour le rôle du Dr Amanda Raynor dans Des jours et des vies

#### Meilleur présentateur de jeu télévisé
- Alex Trebek pour Jeopardy!
  - Wayne Brady pour Let's Make a Deal
  - Pat Sajak pour Wheel of Fortune
  - Alfonso Ribeiro pour Catch 21
  - Steve Harvey pour Family Feud

#### Meilleur présentateur de débat télévisé
- Kelly Clarkson pour The Kelly Clarkson Show
  - Drew Barrymore pour The Drew Barrymore Show
  - Sean Evans pour Hot One
  - Hoda Kotb et Jenna Bush Hager pour Today with Hoda & Jenna
  - Kelly Ripa et Ryan Seacrest pour Live with Kelly and Ryan

#### Meilleur présentateur d'émission de débat informative
- Larry King pour Larry King Now
  - Gloria Estefan, Emily Estefan et Lili Estefan pour Red Table Talk
  - Tamron Hall pour Tamron Hall
  - Rachael Ray pour Rachael Ray
  - Taraji P. Henson et Tracie Jade pour Peace of Mind with Taraji
  - Amy Robach, Jennifer Ashton et T. J. Holmes pour GMA3: What You Need to Know
  - Jada Pinkett Smith, Willow Smith et Adrienne Banfield-Norris pour Red Table Talk

### Réalisation
- Meilleure réalisation pour une série télévisée dramatique
- Hôpital central
  - Amour, Gloire et Beauté
  - Les Feux de l'amour
  - Des jours et des vies

### Scénario
- Meilleur scénario pour une série télévisée dramatique
- Les Feux de l'amour
  - Amour, Gloire et Beauté
  - Hôpital central